# Asesinato de la Emperatriz Myeongseong
Alrededor de las 6 de la mañana del 8 de octubre de 1895, la reina Min, consorte del monarca coreano Gojong, fue asesinada por un grupo de agentes japoneses bajo el mando de Miura Gorō. Tras su muerte, se le otorgó póstumamente el título de «Emperatriz Myeongseong». El ataque ocurrió en el palacio real Gyeongbokgung en Seúl, Joseon. Este incidente es conocido en Corea como el Incidente de Eulmi.
Para el momento de su muerte, la reina había acumulado, posiblemente, más poder político que incluso su esposo. A través de este proceso, se ganó muchos enemigos y escapó de varios intentos de asesinato. Entre sus oponentes estaban el padre del rey, el Daewongun (Gran Príncipe Regente), los ministros pro-japoneses de la corte y el regimiento del ejército coreano entrenado por Japón: el Hullyŏndae. Semanas antes de su muerte, Japón reemplazó a su emisario en Corea por uno nuevo: Miura Gorō. Miura era un exmilitar que afirmaba no tener experiencia en diplomacia y, según informes, encontraba frustrante tratar con la poderosa reina. Después de que la reina comenzó a alinear a Corea con el Imperio ruso para contrarrestar la influencia japonesa, Miura llegó a un acuerdo con Adachi Kenzō del periódico Kanjō shinpō y el Daewongun para llevar a cabo su asesinato.
Los agentes fueron admitidos en el palacio por guardias coreanos pro-japoneses. Una vez dentro, golpearon y amenazaron a la familia real y a los ocupantes del palacio durante su búsqueda de la reina. Las mujeres fueron arrastradas por el cabello y arrojadas por escaleras, desde verandas y por ventanas. Dos mujeres sospechosas de ser la reina fueron asesinadas. Cuando finalmente localizaron a la reina, su asesino saltó sobre su pecho tres veces y luego le cortó la cabeza con una espada. Algunos asesinos saquearon el palacio, mientras que otros cubrieron su cuerpo con aceite y lo quemaron.
El gobierno japonés arrestó a los asesinos por cargos de asesinato y conspiración para cometer asesinato. No se convocó a testigos no japoneses, y el tribunal desestimó las pruebas de los investigadores japoneses, quienes habían recomendado que se declarara culpables a los asesinos. Los acusados fueron absueltos de todos los cargos, a pesar de que el tribunal reconoció que habían conspirado para cometer el asesinato. Miura continuó su carrera en el gobierno japonés, donde finalmente se convirtió en ministro de Comunicaciones.
El asesinato y el juicio provocaron conmoción y indignación tanto a nivel nacional como internacional. El sentimiento en Corea se volvió en contra de Japón; el rey huyó en busca de protección a la legación rusa y milicias antijaponesas surgieron por toda la península. Aunque el ataque perjudicó la posición de Japón en Corea a corto plazo, no impidió finalmente la colonización de Corea en 1910.

## Historiografía
El asesinato es muy controvertido en Corea, donde se recuerda como un símbolo de los atrocidades históricas de Japón en la península. La información sobre el asesinato proviene de varias fuentes, incluidas las memorias de algunos de los asesinos, los testimonios de extranjeros que presenciaron diferentes partes del ataque, los testimonios de testigos presenciales coreanos, las investigaciones realizadas por los emisarios japoneses Uchida Sadatsuchi y Komura Jutarō, y los veredictos de los juicios de los asesinos en Hiroshima. Las pruebas del asesinato están escritas en al menos cuatro idiomas: inglés, coreano, japonés y ruso.
Durante más de un siglo, académicos de varios países han analizado diferentes partes del conjunto de pruebas y han llegado a conclusiones diversas sobre cuestiones significativas. Las pruebas han seguido surgiendo incluso en el siglo XXI, lo que contribuye al debate en curso.

## Contexto
Desde la apertura forzada por Japón en 1876, Corea había estado sujeta a varias potencias que competían por influencia sobre ella. Estas potencias incluían el Imperio del Japón, la China Qing, el Imperio ruso y los Estados Unidos. La influencia de cada una de estas potencias en Corea cambiaba con frecuencia. Dentro del gobierno coreano, varios políticos, departamentos y unidades militares actuaban según intereses y alineaciones independientes.

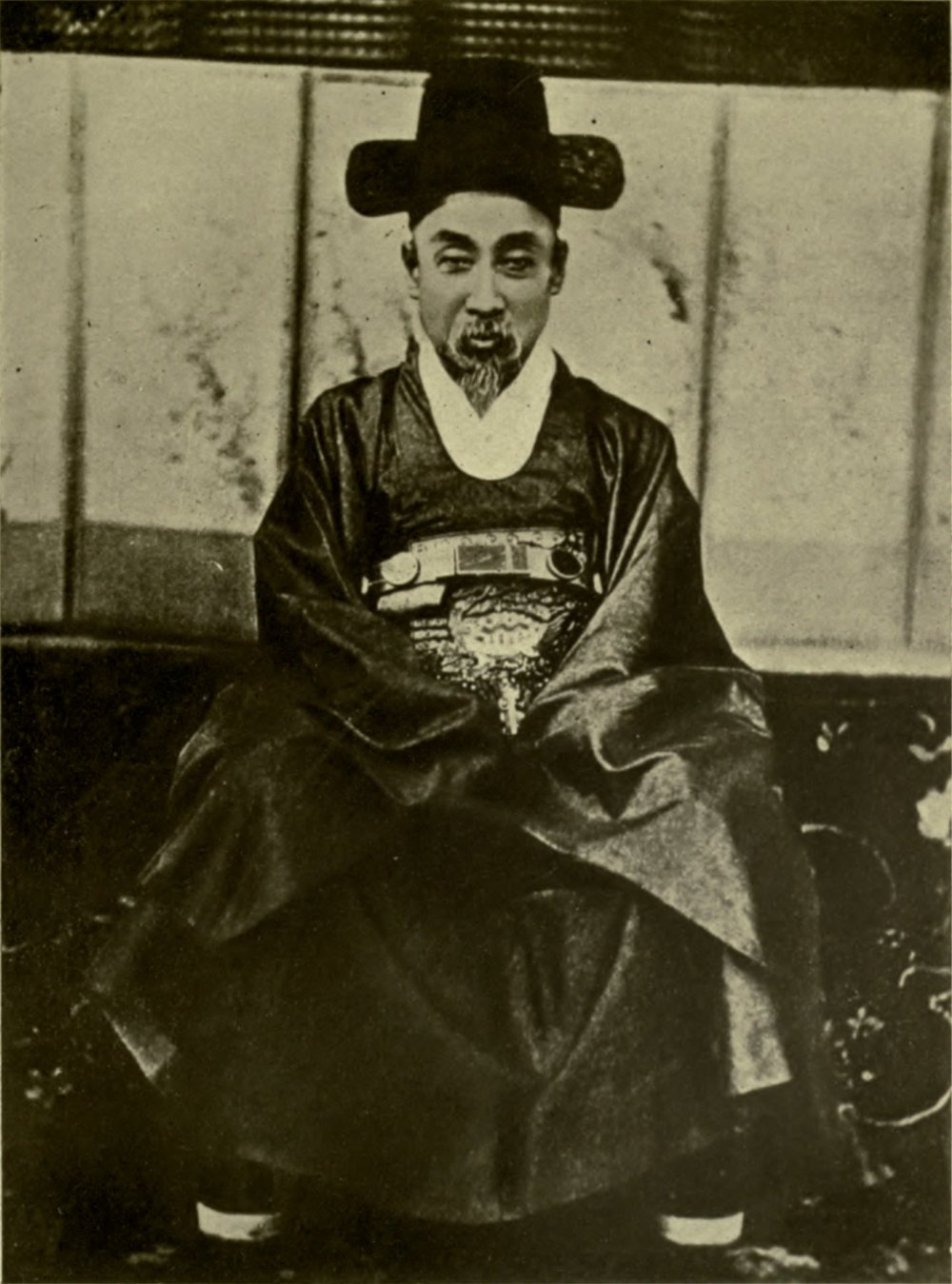
El Heungseon Daewongun (c. 1898).

Una facción prominente estaba liderada por el padre del rey Gojong: el Heungseon Daewongun. El Daewongun, queriendo una esposa sumisa y obediente para Gojong, seleccionó a una huérfana del prestigioso clan Yeoheung Min para el papel y ella se convirtió en la reina Min. Se consideraba ampliamente que era políticamente astuta y aguda, y comenzó a consolidar el poder. Según los observadores, llegó a ejercer incluso más poder político que su esposo. La reina obligó al Daewongun a retirarse y reemplazó a sus aliados con los suyos propios. El Daewongun y la reina desarrollaron una feroz rivalidad. Su género también jugó un papel en cómo se la percibía; tanto en Japón como en Corea en ese momento, se esperaba que las mujeres fueran relativamente reservadas y era poco común que tuvieran un poder político significativo.
La combinación de estos factores la convirtió en blanco de represalias. Tanto el Daewongun como los japoneses se involucraron en esfuerzos para suprimir su poder. Se realizaron intentos de asesinato contra ella en el incidente de Imo de 1882 y el golpe Gapsin de 1884. En 1894, el Daewongun llegó a un acuerdo con el líder militar japonés Ootori Keisuke para purgar a la reina y sus aliados, pero el complot falló y la reina recuperó su influencia.

### Lossōshiy elKanjō shinpō

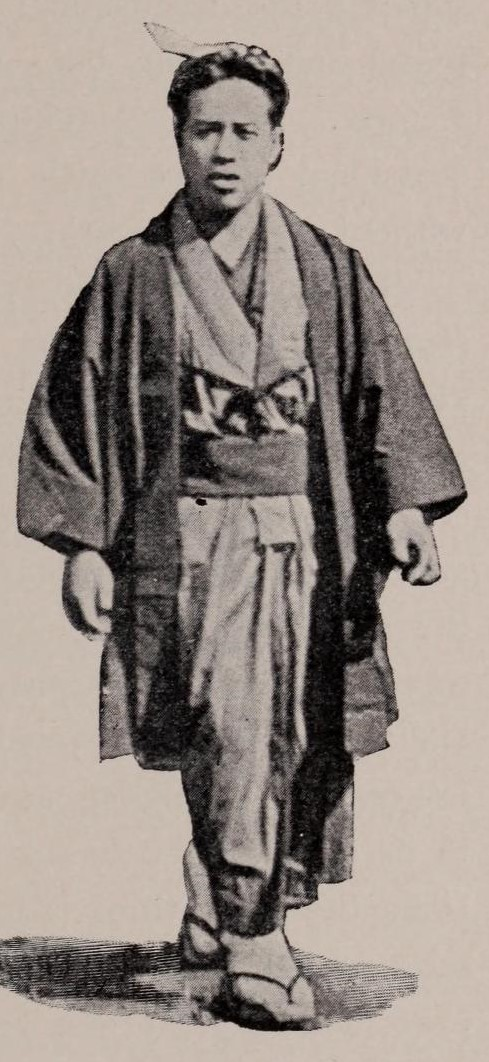
Representación de un sōshi en 1904.

A partir de la década de 1860, surgieron en Japón grupos de jóvenes llamados sōshi (壮士) que se involucraron en violencia política. En Japón se los consideraba matones violentos y eran despreciados. Eran el producto de grupos como los shishi y el rebelde ejército de Satsuma. A partir de la década de 1880, varios de ellos se trasladaron a Corea. En Corea, tenían el derecho de extraterritorialidad y, por lo tanto, no estaban sujetos a la ley coreana. Ellos, en grupos nacionalistas como Tenyūkyō y el Kokuryūkai, actuaban con impunidad, especialmente en el campo.
Varios de los sōshi se convirtieron en periodistas y se asociaron con varios periódicos japoneses en Corea, principalmente el Kanjō shinpō. Este periódico y sus empleados posteriormente se convirtieron en centrales para el complot de asesinato.

### Inestabilidad y el Hullyŏndae

El Hullyŏndae en entrenamiento.

Alrededor de 1894, Corea sufrió una significativa inestabilidad interna. La Revolución Campesina Donghak y la primera guerra sino-japonesa por el control de Corea ocurrieron simultáneamente en la península. En este tiempo, los japoneses entrenaron sus propios batallones de coreanos en la península: el Hullyŏndae. Gran parte era leal a Japón y desarrolló una relación tensa con las otras fuerzas de seguridad coreanas. Esto llevó a varios enfrentamientos violentos entre ellos.

## Desarrollo del complot

### Fomento del asesinato por parte de lossōshi

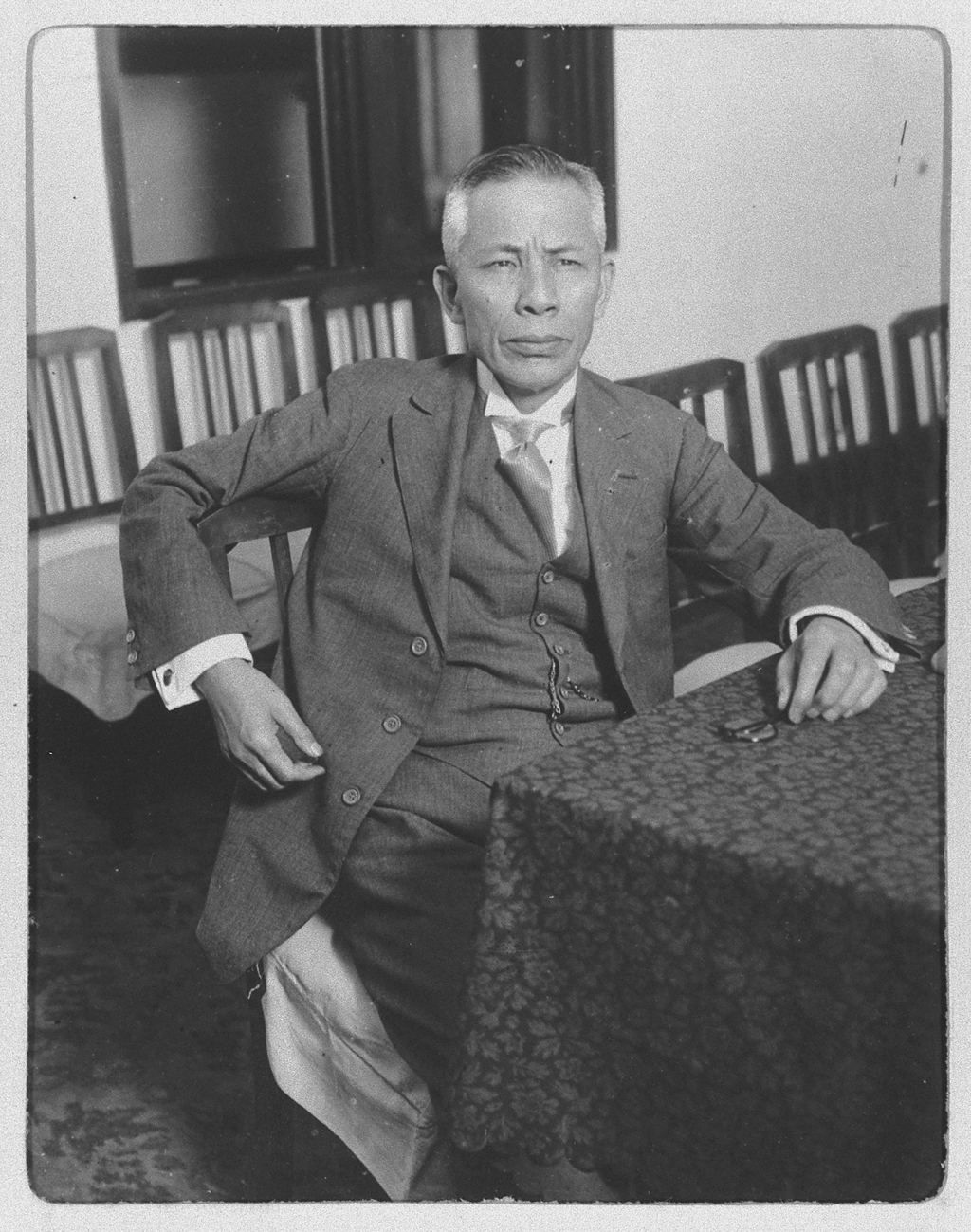
Adachi Kenzō en 1926.

Los sōshi se obsesionaron con la reina coreana políticamente activa. Según el historiador Danny Orbach, una mezcla de sexismo, racismo y agendas políticas llevó a los miembros del Kanjō shinpō a tomar la iniciativa en planear su asesinato. Comenzaron a romantizar su asesinato; en sus memorias, el fundador del Kanjō shinpō Adachi Kenzō describió a la reina como «esa belleza hechizante que astuta, ubicua y traicioneramente manipuló a hombres virtuosos durante más de una generación». Idealizaron al masculino Daewongun como el viejo héroe y lo contrapusieron a la imagen de una reina femenina malvada. Adachi y otros en el Kanjō shinpō se referían a ella en escritos como «zorra» o «víbora» y comenzaron a comentar frecuentemente entre ellos que debería ser asesinada, lo que describían como hōru (屠る; tdl. ‘matar un animal’). Las llamadas a su asesinato aumentaron con el tiempo.

### Miura Gorō

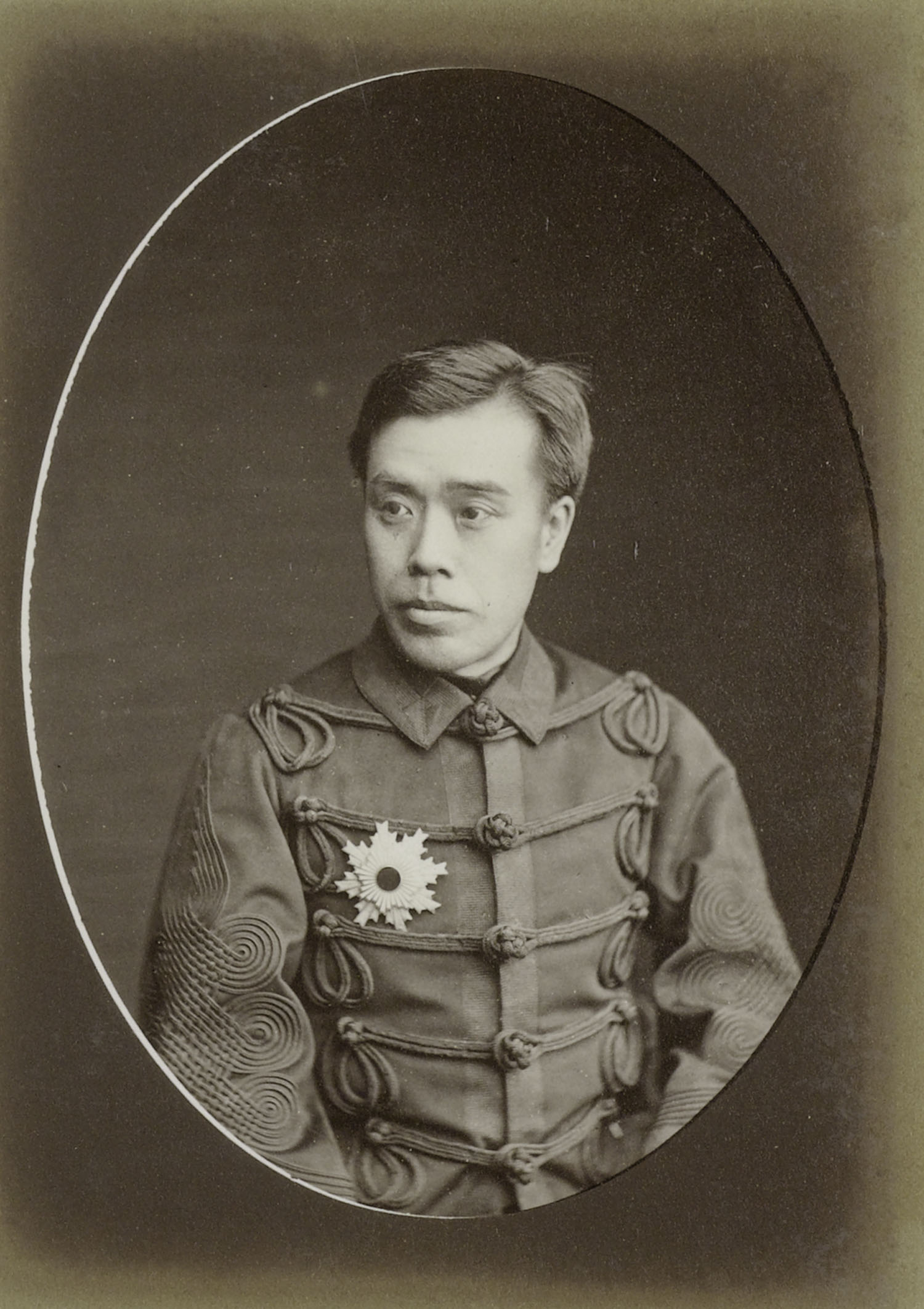
Miura Gorō en la década de 1880.

En el verano de 1895, el gobierno japonés reemplazó a su enviado en Corea, Inoue Kaoru, por Miura Gorō. Miura había sido previamente soldado y comandante militar, y en privado confesaba despreciar la política y a los políticos.
Varios estudiosos han argumentado que la razón del nombramiento de Miura es incierta. Él afirmó tener poco interés o experiencia en diplomacia, y el puesto era difícil e importante para Japón. Rechazó el puesto tres veces y, según su propia admisión, lo consideraba complicado y confuso. Sentía que lo estaban empujando a Corea y aceptó el puesto de mala gana. Cuando llegó allí, escribió que encontraba a la reina inteligente y condescendiente con él. Orbach escribió que Miura «se sentía desorientado e impotente» al tratar con ella y que Japón estaba en una posición de debilidad en Corea debido al pobre desempeño de Miura en su rol. Los estudiosos han razonado que, como soldado, Miura era agresivo por naturaleza y, por lo tanto, eligió actuar violentamente.
Según el análisis de Orbach, Miura despreciaba en privado a sus superiores y actuó a pesar de sus deseos. Miura escribió más tarde sobre su papel en el complot:

Esto fue algo que decidí en el espacio de tres caladas a un cigarrillo... Tomé mi decisión y la llevé a cabo con resolución. Estaba sorprendentemente despreocupado por el gobierno en casa... Si mi comportamiento fue correcto o incorrecto, solo el Cielo puede juzgar.

### Participación del Gobierno japonés en el asesinato
Hay desacuerdo sobre si el gobierno japonés principal tuvo algún papel en la planificación del asesinato.
La Enciclopedia de la cultura coreana, descrita como una de las enciclopedias más utilizadas para los estudios coreanos, tiene un artículo sobre este incidente que afirma que la negación de la participación del gobierno japonés proviene principalmente de historiadores de Japón. Además, argumenta que el gobierno japonés tenía el incentivo para asesinar a la reina, ya que ella estaba dañando significativamente la posición de Japón en Corea. Señala la extraña elección del inexperto y militante Miura como nuevo emisario, y nota que Miura visitó Japón por alguna razón el 21 de septiembre, varias semanas antes del asesinato. Según informes, la visita de Miura generó rumores en Seúl de que la reina sería asesinada. Además, el artículo sostiene que la amplia participación de la policía consular y militar japonesa en el complot hace que el aislamiento del complot sea poco plausible.
Según Orbach, historiador de Japón y otros lugares, Inoue y sus superiores en Japón eran reacios a asesinar a la reina. Orbach proporcionó la razón de que Inoue había ofrecido previamente a la reina la protección de Japón si alguna vez sentía que estaba en peligro. La exploradora británica Isabella Bird, que estaba en Corea en ese momento, escribió sobre esta garantía:

Los soberanos coreanos naturalmente pensarían que estaban justificados en confiar en la promesa dada tan francamente por uno de los estadistas japoneses más distinguidos... y está claro para mí que cuando llegó la noche fatídica, un mes después, su confianza en esta garantía los llevó a omitir ciertas precauciones posibles, y causó que la reina descuidara escapar ante el primer indicio de peligro.

### Creación del plan

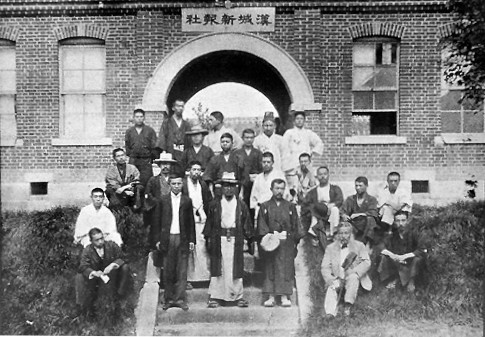
Personal del Kanjō shinpō frente a su sede (1895).

Alrededor del 19 de septiembre de 1895, Miura se reunió con Adachi. Según el testimonio de Adachi, Miura preguntó eufemísticamente si conocía a algún joven disponible para una «caza de zorros» (狐狩り) y Adachi aceptó con entusiasmo. Escribió que «su corazón saltó de alegría» cuando Miura compartió su plan. Adachi advirtió que el personal del Kanjō shinpō era de naturaleza gentil y que quería reclutar a otros para el complot. Miura rechazó esto y pidió que Adachi usara a todos sus empleados en interés de la confidencialidad. Adachi reclutó a todo el personal del Kanjō shinpō para la tarea y a un grupo de otros sōshi.
Los hombres estaban, según informes, muy emocionados por el próximo ataque. El periodista Kobayakawa Hideo casi rompió a llorar cuando inicialmente le dijeron que se quedara atrás, y más tarde afirmó que se sentía como entre héroes de una novela durante el asesinato. Hirayama Iwahiko le dijo a la esposa de Adachi que «debe estar apenada por haber nacido mujer», porque no podía unirse a los asesinos.

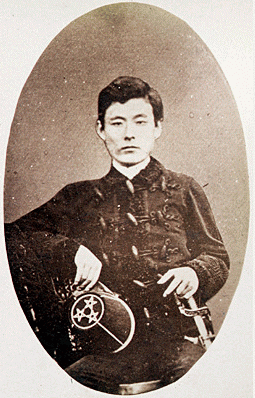
Okamoto Ryūnosuke.

Según el veredicto del tribunal preliminar en Hiroshima, el plan fue aprobado formalmente en una reunión en la Legación Japonesa el 3 de octubre en una reunión entre Miura, Sugimura Fukashi y Okamoto Ryūnosuke.

### Papel del Daewongun en el complot
Hay desacuerdo sobre qué tipo de papel tuvo el Daewongun en el complot.
Según los historiadores de Japón Orbach y Donald Keene, el 5 de octubre, Okamoto se reunió con el Daewongun e insinuó que un levantamiento era inminente. Okamoto ofreció al Daewongun una serie de condiciones a cambio de poder. No se sabe cómo respondió el Daewongun; un hombre testificó más tarde durante su juicio que este aceptó felizmente las condiciones. Okamoto testificó que inicialmente las rechazó, pero finalmente cedió.
La Enciclopedia de la cultura coreana no menciona si esta reunión tuvo lugar y afirma que, en general, el Daewongun no participó en este complot de buena gana.

### Aceleración de la cronología
Originalmente planeaban ejecutar el asesinato a mediados de octubre, pero oficiales del Hullyŏndae, especialmente el comandante coreano del Segundo Batallón U Pŏmsŏn, advirtieron a los conspiradores que la reina estaba a punto de tomar medidas contra ellos. El 7 de octubre, el ministro de guerra coreano aconsejó a Miura que la corte había ordenado la disolución del Hullyŏndae. Como el ministro de guerra no tenía autoridad para disolverlo, pidió a Miura que lo hiciera. En respuesta a esta solicitud, Miura supuestamente gritó enfadado, «¡Tonto, nunca!» y lo expulsó de la habitación.
Miura sintió que necesitaban actuar rápidamente, ya que el Hullyŏndae era crítico para su complot. Creía que la reina iba a asesinar a políticos coreanos pro-japoneses para alinear a Corea con Rusia. Decidieron matarla al día siguiente, 8 de octubre.
Según Orbach, Inoue Kaoru hizo un último intento por detener el asesinato. Inoue telegrafió a Miura y le pidió que visitara el palacio y negociara una solución pacífica. Sugimura y Miura respondieron de manera evasiva, escribiendo, «Las advertencias no serán efectivas. La situación es muy peligrosa y es difícil saber cuándo ocurrirá un incidente».

## Asesinato

### Persuasión del Daewongun
Según Orbach y Keene, en las primeras horas del 8 de octubre, Okamoto, el cónsul adjunto Horiguchi Kumaichi, el inspector de policía Ogiwara Hidejiro (荻原秀次郎) y un grupo armado de hombres en ropa civil fueron a la residencia del Daewongun en Gongdeok-ri. Llegaron alrededor de las 2 de la mañana, y los líderes entraron para hablar con el Daewongun. Las negociaciones tomaron varias horas, y los negociadores japoneses se impacientaron. Posiblemente emplearon la fuerza para hacer que el Daewongun aceptara o se moviera más rápido. Lo subieron a una litera y comenzaron a llevarlo al palacio. En el camino, el Daewongun detuvo a los hombres y pidió recibir su palabra de que el rey y el príncipe heredero no serían dañados. Se les unieron alrededor de sesenta hombres en el camino. Entre esos hombres había unos treinta sōshi, civiles coreanos, Hullyŏndae, oficiales del ejército japonés y policías consulares.
La Enciclopedia de la cultura coreana escribe que el Daewongun y su hijo fueron secuestrados (납치?) en esta reunión y llevados al palacio.

### Toma del palacio
Según Orbach, los colaboradores coreanos neutralizaron a los guardias del palacio (siwidae). Los soldados fueron reasignados discretamente de sus puestos o convencidos para permitir el complot. No había guardias estacionados en el camino hacia la reina.
Alrededor de las 5 de la mañana, cuando comenzaba a amanecer, algunos policías japoneses escalaron los muros del palacio usando escaleras plegables y abrieron las puertas desde el interior. Primero se abrieron la puerta noroeste (추성문?, Ch'usŏngmunMR) y la puerta noreste (춘생문?, Ch'unsaengmunMR), seguidas de la puerta principal del sur Gwanghwamun y la puerta norte Sinmumun.
Según la Enciclopedia de la cultura coreana, alrededor de 300 a 400 guardias estaban estacionados en el palacio. Se produjeron enfrentamientos armados limitados, y los guardias del palacio abandonaron sus puestos por su propia seguridad. Un comandante coreano del Hullyŏndae leal a la reina, Hong Kyehun, enfrentó a los atacantes. Fue asesinado a tiros por un oficial japonés. Según el sōshi Kobayakawa, el camino quedó lleno de gorras, armas y uniformes abandonados. El asesor militar estadounidense en Corea, William McDye, intentó reunir a varias docenas de tropas para luchar, pero desobedecieron.
Alrededor de las 5 de la mañana, el viceministro de Agricultura coreano colaborador aconsejó a la reina que permaneciera en su lugar por su propia seguridad, asegurándole que los japoneses no le harían daño. Gojong se despertó y se alarmó por el ruido exterior. Envió a un confidente para alertar a los enviados estadounidense y ruso. Los asesinos rodearon la cámara interna del palacio y bloquearon todas las salidas.

### Búsqueda de la reina
Según la historiadora de Corea Sheila Miyoshi Jager, ni Miura ni ninguno de los agentes sabían cómo era la reina, ya que nunca la habían visto antes. Jager escribió que Miura testificó que siempre se había colocado una pantalla entre la reina y los visitantes externos. Habían oído que la reina tenía una calva sobre la sien. Según la Enciclopedia de la cultura coreana, el diplomático británico Walter Hillier testificó que los asesinos tenían una foto de la reina.
Los asesinos necesitaban buscar y deducir quién era la reina. Según el sōshi Takahashi Genji, las dos principales facciones sōshi presentes, el Partido de la Libertad y el Partido Kumamoto, tenían una apuesta sobre quién encontraría a la reina primero. Orbach razonó que esto probablemente contribuyó a la brutalidad final de su asesinato.
Los asesinos comenzaron a buscar frenéticamente a la reina, golpeando a las personas en el palacio para obtener información y arrastrando a todos fuera del salón interior. Las mujeres fueron golpeadas y arrastradas por el cabello y arrojadas por ventanas y desde verandas, algunas cayendo aproximadamente dos metros al suelo. El asesor ruso Afanasy Seredin-Sabatin temió por su vida y pidió a los japoneses que lo perdonaran. Fue testigo de cómo las mujeres coreanas eran arrastradas por el cabello y al barro. Según el informe oficial de investigación coreano:

Los sōshi japoneses, más de treinta, bajo el mando de un jefe japonés, irrumpieron con las espadas desenvainadas en el edificio, registraron las habitaciones privadas, capturaron a todas las mujeres del palacio que pudieron, las arrastraron por el pelo, las golpearon y les exigieron que les dijeran dónde estaba la reina. 

Dos damas de la corte fueron sospechosas de ser la reina; ambas fueron asesinadas a espadazos. El ministro de la Casa Real, Yi Kyŏngjik (이경직?, 李耕稙?), se movió para bloquear los aposentos de las damas, donde estaba la reina. Le cortaron las manos y murió desangrado. La princesa heredera fue arrojada por las escaleras, y el príncipe heredero fue amenazado de manera similar.

### Asesinato de la reina

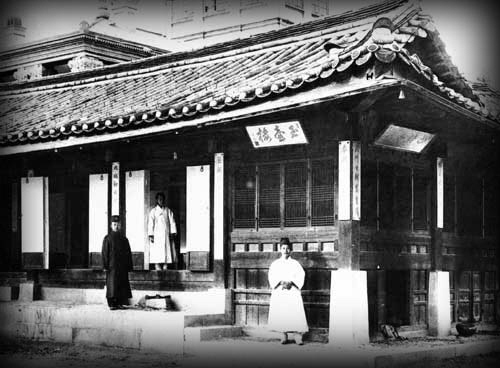
El lugar del asesinato: Okhoru, Geoncheonggung, Gyeongbokgung. (foto tomada a principios de 1900).

No se sabe quién mató a la reina. Varias personas se jactaron del logro, con Keene evaluando algunos testimonios como poco convincentes. Posiblemente fue el sōshi Takahashi Genji (alias Terasaki Yasukichi) o un teniente del ejército japonés.
Takahashi testificó más tarde:

Entramos. Cuando llegamos a la habitación [de la reina], había unas 20 o 30 damas de la corte allí. Las apartamos una por una. Luego, cuando miramos bajo la ropa de cama, había alguien vestido exactamente igual que las otras damas de la corte, pero muy serena, sin hacer alboroto, parecía alguien importante, y esto nos indicó que era [la reina]. Agarrándola por el cabello, la sacamos de su escondite. Justo como se esperaba, no estaba para nada perturbada... Bajé mi espada sobre su cabeza. Nakamura la sostenía por el cabello, así que su mano resultó ligeramente cortada. La golpeé desde la cabeza, así que un solo golpe fue suficiente para acabar con ella. Los demás me criticaron diciendo que fui demasiado imprudente, matándola antes de que hubiéramos identificado que era [la reina], pero más tarde resultó que realmente lo era.

Según el testimonio del príncipe heredero, el asesino la arrojó al suelo, saltó sobre su pecho tres veces y la cortó con su espada.
Aún no estaba claro para ellos que habían matado a la reina, por lo que trajeron a varias mujeres para examinar el cuerpo. Las mujeres lloraron y colapsaron de angustia al verla, lo que los asesinos tomaron como confirmación. Luego llevaron el cuerpo de la reina a un bosque cercano, le echaron gasolina y le prendieron fuego.

## Consecuencias inmediatas
Los agentes saquearon el palacio y salieron por la puerta principal del palacio, Gwanghwamun. Abandonaron el palacio gradualmente, y los enviados extranjeros los vieron salir incluso a las 7 de la mañana.
Las personas llegaron a investigar el alboroto. Los editores de la revista The Korean Repository escribieron que vieron la puerta principal de Gyeongbokgung custodiada por tropas japonesas, y que una multitud de coreanos estaba dentro, con mujeres del palacio notablemente presentes. Un enviado estadounidense y su colega ruso escribieron sobre «japoneses con ropa desordenada, espadas largas y bastones espada» corriendo por ahí.
Alrededor de las 6 de la mañana, Miura y el Daewongun fueron al palacio. Según Miura, el Daewongun estaba radiante de alegría. Ambos fueron a un edificio separado para tener una audiencia con Gojong, quien estaba profundamente conmocionado por el ataque. El Daewongun le dio a Gojong varios documentos para firmar. En uno, prometió ayudar a Gojong a expulsar a los individuos viles, salvar el país y establecer la paz. Una proclamación decía:

Han pasado ya treinta y dos años desde que ascendimos al trono, pero nuestro reinado no se ha extendido mucho. La reina Min introdujo a sus parientes en la corte y los colocó a nuestro alrededor, con lo que embotó nuestros sentidos, expuso al pueblo a la extorsión y sumió a nuestro gobierno en el caos, vendiendo cargos y títulos. Por ello, la tiranía se extendió por todo el país y surgieron bandidos por todas partes. En estas circunstancias, los cimientos de nuestra dinastía corrían un peligro inminente. Conocíamos lo extremo de su maldad, pero no podíamos destituirla y castigarla debido a nuestra impotencia y al temor que nos inspiraba su partido... Hemos intentado descubrir su paradero, pero como no se presenta ni aparece, estamos convencidos de que no solo es inadecuada e indigna del rango de reina, sino que su culpa es excesiva y desbordante... Por lo tanto, por la presente la destituimos del rango de reina y la reducimos al nivel de la clase más baja.

Gojong, según informes, respondió al Daewongun diciendo: «puedes cortarme los dedos, pero no firmaré tu proclamación». El Daewongun se vio obligado a emitir el edicto sin el sello real, y lo publicó en la Gaceta Oficial. Recibió solo un respaldo de un ministro de su nuevo gabinete pro-japonés. Fue ampliamente rechazado por los diplomáticos extranjeros en Seúl.

### Desconfianza en el palacio
El Daewongun y el nuevo gabinete buscaron influencia en el palacio. El rey Gojong pidió a los extranjeros que se quedaran con él, para servir como testigos y disuadir más ataques japoneses. Los extranjeros impidieron que tanto coreanos como japoneses vieran al rey o al príncipe heredero por precaución.
Un grupo leal intentó sacar a Gojong del palacio. Sin embargo, uno de los conspiradores que debía abrir la puerta informó al Daewongun del complot.
Gojong inicialmente sospechó que el ataque no fue obra de Miura, sino iniciativa de Okamoto y sus asesores pro-japoneses: Kim Hong-jip, Yu Kil-chun, Cho Ŭiyŏn y Chŏng Pyŏngha (정병하?, 鄭秉夏?).

## Respuesta de Miura
Numerosos testigos habían visto el movimiento y la identidad de los atacantes, lo que Orbach argumenta que dejó un rastro que conducía a Miura. Los emisarios reales coreanos corrieron a la legación japonesa para convocar a Miura. Encontraron a Miura y Sugimura ya vestidos y preparados para ir, con una litera lista para el trayecto.

### Respuesta a los testigos extranjeros
En la tarde del 8, Miura fue confrontado con acusaciones de otros enviados, especialmente los de Rusia y Estados Unidos. Miura afirmó que no se sabía qué le había pasado a la reina y que posiblemente había escapado, y culpó del incidente al Daewongun y al Hullyŏndae. El enviado ruso, Karl Ivanovich Weber, insistió en que se habían visto espadas japonesas en la escena del crimen. Miura respondió afirmando que probablemente eran espadas de coreanos haciéndose pasar por japoneses. En la mañana del 9, Miura dispuso que el nuevo ministro de guerra pro-japonés afirmara que los rebeldes coreanos se habían vestido con ropa japonesa. Por esto, tres chivos expiatorios coreanos fueron ejecutados.
La noticia del asesinato se difundió lentamente. Los testigos McDye y Sabatin compartieron lo que habían visto con la comunidad extranjera en Seúl. El periodista estadounidense John Albert Cockerill, que escribía para el New York Herald y estaba en Seúl en ese momento, intentó telegrafiar la noticia del asesinato. Sin embargo, Miura presionó a la oficina de telégrafos para que no enviara el mensaje. El 14, Estados Unidos finalmente se enteró de lo sucedido. Cuando pidió a la legación japonesa que lo confirmara, esta respondió que el ataque fue liderado únicamente por el Daewongun y el Hullyŏndae y que no se sabía si la reina había sido asesinada.
Miura fue ampliamente desacreditado. Unos días después, las legaciones rusa y estadounidense enviaron marines para proteger al rey.

### Investigación japonesa

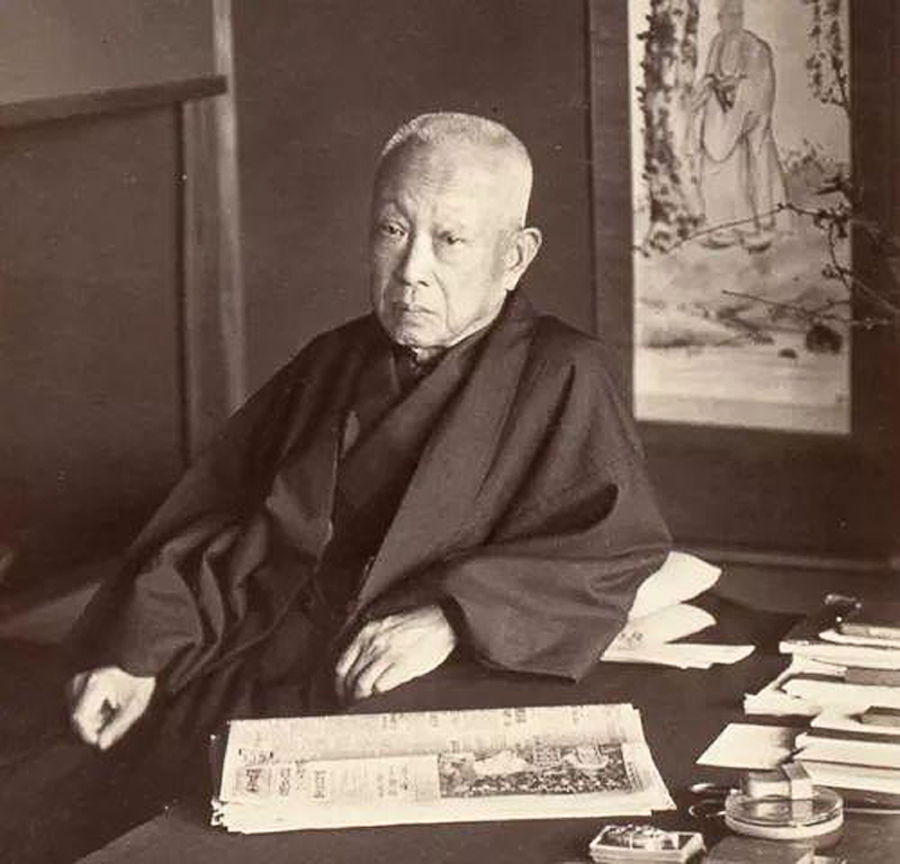
Saionji Kinmochi.

A las 8 de la mañana del 9, Miura telegrafió al ministro de asuntos exteriores japonés en funciones, Saionji Kinmochi, asegurándole que el alboroto era simplemente una pelea interna entre tropas coreanas. Le dijo a Saionji que no se sabía si la reina seguía viva. Saionji preguntó a Miura si alguna persona japonesa estaba involucrada. Miura respondió que la reina «podría haber sido asesinada», pero que la participación japonesa aún era incierta. Esa noche, le dijo a Saionji que «algunos japoneses» podrían haber estado involucrados en el incidente, pero «no participaron de la violencia». Miura culpó a la reina del incidente y, según informes, insinuó que era necesario evitar que disolviera el Hullyŏndae y disminuyera la influencia japonesa en Corea.
Temiendo un enfrentamiento entre los marines extranjeros y las fuerzas japonesas, Saionji ordenó a Miura que controlara a los sōshi y mantuviera a los soldados japoneses en sus cuarteles. El ministro del interior también solicitó al primer ministro Itō Hirobumi que emitiera un edicto que prohibiera a más sōshi viajar a Corea.
El cónsul japonés Uchida Sadatsuchi, la máxima autoridad judicial japonesa en Seúl, estaba, según informes, furioso por la conducta de Miura. Escribió que Miura había tratado a todos, excepto a los conspiradores, incluidos otros en el gobierno japonés, como extraños. Uchida inicialmente consideró encubrir todo el asunto, especialmente porque aún no estaba seguro de si había japoneses involucrados, pero finalmente comenzó su propia investigación. El diplomático Komura Jutarō fue enviado desde Tokio para investigar el asesinato. Ambos concluyeron que Miura y los demás habían orquestado el asesinato y presentaron un informe franco a Tokio el 15 de noviembre, recomendando que los conspiradores fueran castigados. Uchida también expulsó a algunos de los sōshi de Corea, lo que le valió amenazas violentas de partes de la comunidad de colonos japoneses.

## Juicio y absolución japonesa
El 17 o 18 de octubre, los japoneses llamaron a Miura, Sugimura, Okamoto y los sōshi a Japón para ser juzgados. Tras participar en banquetes de despedida donde fueron aclamados como héroes nacionales por los colonos japoneses, abordaron un barco hacia Hiroshima, algunos de ellos con la esperanza de ser nuevamente recibidos como héroes. A su llegada, fueron arrestados por cargos de asesinato y conspiración para cometer asesinato.

### Juicio civil
Según Orbach, el informe del juicio es «sorprendentemente honesto» hasta la entrada japonesa al palacio. Retrataba a Miura como alguien con una clara intención de matar a la reina. Sin embargo, el registro termina abruptamente allí.
El 20 de enero de 1896, los acusados fueron absueltos de todos los cargos por falta de pruebas suficientes. Esto incluyó el cargo de conspiración para cometer asesinato. El veredicto citó el Artículo 165 del Código de Procedimiento Penal de Meiji (刑事訴訟法), que otorgaba a los jueces la autoridad para absolver si consideraban que las pruebas eran insuficientes. Las pruebas recopiladas para el juicio también fueron devueltas a sus propietarios originales.
Según Danny Orbach:

Los argumentos del tribunal parecen desafiar la razón. Los hechos mencionados en el veredicto ciertamente respaldaban la acusación de conspiración, y en cuanto al acto de homicidio en sí, había pruebas sólidas contra al menos cuatro de los sōshi y dos de los policías. El cónsul Uchida, ansioso por incriminar a los acusados, había enviado abundantes pruebas adicionales al tribunal. Además, el juez Yoshioka no invitó a testigos extranjeros clave, ni siquiera consideró sus testimonios escritos, meticulosamente recopilados por Uchida. Por lo tanto, el hecho de que Yoshioka absolviera a todos los acusados de todos los cargos no puede explicarse exclusivamente recurriendo al ámbito legal.

El consenso general entre los historiadores recientes es que el gobierno japonés probablemente intervino en el juicio. En 2005, un profesor de la Universidad Nacional de Seúl descubrió un documento que, según informes, confirmaba que el Emperador Meiji había recibido el informe de Uchida sobre el asesinato unos nueve días antes del juicio. Orbach expresa escepticismo sobre esta intervención y argumenta que no hay pruebas escritas directas de la intervención del emperador o del gobierno, y que, si el gobierno intervino, probablemente fue en gran secreto. Orbach también señala que la absolución posiblemente fue la decisión exclusiva del juez Yoshioka Yoshihide (吉岡美秀).

### Juicio militar
Poco antes de que los civiles fueran absueltos, el tribunal militar de la Quinta División de Hiroshima absolvió a todo el personal militar involucrado en el asesinato. Según Orbach, el tribunal inicialmente parecía creer en su inocencia, pero gradualmente comenzó a notar contradicciones significativas en los testimonios. El tribunal pidió al ministerio del ejército que enviara investigadores para interrogar al personal militar estacionado en Corea. Sin embargo, los investigadores finalmente expresaron simpatía por lo que les sucedería a los acusados y sus familias si fueran declarados culpables. El tribunal razonó que estaban siguiendo órdenes, y que la ley marcial japonesa no era clara sobre si los subordinados tenían derecho a desobedecer órdenes injustas.
Tras una consulta final con el Ministerio del Ejército del gobierno japonés, el tribunal decidió absolver a los acusados. El tribunal dictaminó que los acusados no sabían que había un complot para matar a la reina y que solo estaban custodiando las puertas y ayudando al Daewongun a entrar al palacio.

### Destino de los asesinos
La mayoría de los asesinos regresaron a Corea y reanudaron sus carreras, donde se convirtieron en voces clave de la comunidad japonesa allí. Adachi permaneció como presidente del Kanjō shinpō y se quedó en Japón para entrar en la política parlamentaria. Finalmente se convirtió en ministro de Comunicaciones.

## Impacto

### Incremento de la influencia rusa en Corea
El 11 de febrero de 1896, Gojong y el príncipe heredero huyeron a la legación rusa por seguridad. Gojong ordenó la ejecución de cuatro de sus ministros pro-japoneses, a quienes llamó los Cuatro Traidores de Eulmi. Esto puso fin a la Reforma Gabo. Gojong disolvió el Hullyŏndae por participar en el asesinato y a los Guardias de la Capital por no detener a los japoneses. Hasta la victoria de Japón en la guerra ruso-japonesa, la posición de Japón en Corea se debilitó significativamente por el asesinato.

### Respuesta internacional
Japón inicialmente recibió algunas críticas internacionales por el asesinato. Sin embargo, la reacción fue de corta duración, ya que los gobiernos extranjeros determinaron que avanzar en sus intereses de política exterior en Asia era más importante que escalar el problema con los japoneses.

### Sentimiento antijaponés en Corea
El público coreano se indignó al enterarse del asesinato. El primer ministro pro-japonés Kim Hong-jip fue confrontado por una turba y linchado. Varios meses después, Kim Koo, quien más tarde fue presidente del Gobierno Provisional de la República de Corea, asesinó a un hombre japonés como venganza por el asesinato de la reina. En 1909, An Jung-geun asesinó infamemente a Itō Hirobumi, y citó este incidente como una de sus razones para hacerlo. Este incidente, junto con la ordenanza del cabello corto, finalmente condujo al surgimiento de varias milicias civiles antijaponesas y antigubernamentales llamadas Ejércitos Justos.

## Análisis
El historiador de Japón Peter Duus ha calificado este asesinato como un «evento espantoso, concebido de manera burda y ejecutado brutalmente».
El asesor de Gojong, Homer B. Hulbert, escribió sobre el asesinato en 1905. Creía que el gobierno japonés principal no estaba involucrado en la planificación del asesinato. Teorizó que el gobierno de Japón posiblemente solo era culpable por haber nombrado a un hombre del temperamento del conde Miura como su representante en Joseon. El arresto de Miura y sus conspiradores japoneses fue suficiente en sí mismo para desestabilizar las posiciones de sus seguidores coreanos.

## Relato de Seredin-Sabatin
En 2005, el profesor Kim Rekho (김려춘?, 金麗春?) de la Academia Rusa de Ciencias encontró un relato escrito del incidente por el arquitecto ruso Afanasy Seredin-Sabatin en el Archivo de Política Exterior del Imperio Ruso. El documento fue publicado el 11 de mayo de 2005.
Casi cinco años antes de la publicación del documento en Corea del Sur, una copia traducida circulaba en Estados Unidos, habiendo sido publicada por el Centro de Investigación Coreana de la Universidad de Columbia el 6 de octubre de 1995 para conmemorar el 100 aniversario del Incidente de Eulmi.
En el relato, Seredin-Sabatin registró:

El patio donde se encontraba el ala de la reina (consorte) estaba lleno de japoneses, tal vez unos 20 o 25 hombres. Estaban vestidos con túnicas peculiares y armados con sables, algunos de los cuales eran visibles abiertamente... Mientras algunas tropas japonesas rebuscaban en cada rincón del palacio y en los diversos anexos, otras irrumpieron en el ala de la reina y se abalanzaron sobre las mujeres que encontraron allí... Yo ... continué observando a los japoneses poniendo todo patas arriba en el ala de la reina. Dos japoneses agarraron a una de las damas de la corte, la sacaron de la casa y bajaron las escaleras arrastrándola detrás de ellos... Además, uno de los japoneses me preguntó repetidamente en inglés, «¿Dónde está la reina? ¡Señálanos a la reina!»... Al pasar por el Salón del Trono principal, noté que estaba rodeado hombro con hombro por un muro de soldados y oficiales japoneses, y mandarines coreanos, pero lo que estaba sucediendo allí me era desconocido.

## Disculpa
En mayo de 2005, Tatsumi Kawano (川野 龍巳), de 84 años, nieto de Kunitomo Shigeaki, rindió homenaje a la Emperatriz Myeongseong en su tumba en Namyangju (Gyeonggi, Corea del Sur). Se disculpó en nombre de su abuelo ante la tumba de la emperatriz; sin embargo, la disculpa no fue bien recibida, ya que los descendientes de la emperatriz argumentaron que la disculpa debía hacerse a nivel gubernamental.
Desde 2009, varias organizaciones no gubernamentales surcoreanas han intentado demandar al gobierno japonés por su complicidad en el asesinato de la reina Min. «Japón no ha ofrecido una disculpa oficial ni un arrepentimiento 100 años después de que aniquiló al pueblo coreano durante 35 años a través del Tratado de Anexión Japón-Corea de 1910», alegaba la demanda. La demanda se presentaría si el gobierno japonés no aceptaba su exigencia de emitir una declaración especial el 15 de agosto ofreciendo la disculpa del emperador y prometiendo liberar documentos relevantes sobre el caso de asesinato.

## Perpetradores

### Grupos
- Grupo de Seguridad de la Legación Japonesa (公使館守備隊?), una unidad militar conjunta (Ejército Imperial Japonés y Armada Imperial Japonesa) que proporcionaba seguridad a la legación japonesa. Estaba comandada por el ministro de la legación Miura Gorō.[84]
- Oficiales de Policía de Seguridad de la Legación Japonesa, comandados por el ministro de la legación Miura Gorō y liderados por el Jefe Inspector de Policía (外務省警部?) del Ministerio de Asuntos Exteriores de Japón Hagiwara Hidejiro (萩原秀次郎?) en la escena. Los Oficiales de Policía de Seguridad de la Legación Japonesa llevaban ropa de civil durante el Incidente de Eulmi.
- Tres batallones del Hullyŏndae, comandados por el Mayor U Pŏmsŏn (1.er batallón), el Mayor Yi Tuhwang (2.º batallón) y el Mayor Yi Chinho (3.er batallón). El comandante del Hullyŏndae, el teniente coronel Hong Kyehun, no notó la traición de sus oficiales y fue muerto en acción por sus propios hombres.
- Al menos cuatro oficiales de la guarnición de Keijō del Ejército Imperial Japonés (京城守備隊?) que servían como asesores militares e instructores del Hullyŏndae, incluido el Subteniente Miyamoto Taketaro (宮本竹太郞?). La guarnición de Keijō del IJA estaba comandada por la Oficina del Estado Mayor del Ejército Imperial Japonés, pero el equipo del Subteniente Miyamoto se unió al Incidente de Eulmi sin permiso de la Oficina del Estado Mayor General del IJA.
- Más de cuatro docenas de ronin disfrazados de oficiales japoneses, incluido Adachi Kenzō. Tomaron el papel de vanguardia. Según un informe secreto de Ishizuka Eizo, la mayoría provenía originalmente de la prefectura de Kumamoto y estaban armados con katanas y pistolas.[85] (El 3 de diciembre de 1965, el político japonés Kuroyanagi Akira (黒柳明?) mencionó parte del informe secreto de Ishizuka Eizo en el Comité Especial sobre el Tratado Japón-Corea (日韓条約等特別委員会?), Cámara de Consejeros).[86]

### Individuos
En Japón, 56 hombres fueron acusados. Todos fueron absueltos por el tribunal de Hiroshima debido a la falta de pruebas. Los hallazgos fácticos del tribunal de investigación de Hiroshima fueron traducidos al inglés e impresos, y fueron citados en trabajos académicos para 1905.
Entre ellos se incluían (entre otros):
- Vizconde Miura Gorō, ministro de la legación japonesa.
- Adachi Kenzō, exsamurái y jefe del Kanjō Shinpō.[4]
- Okamoto Ryūnosuke, oficial de la legación[89] y exoficial del ejército japonés.
- Hozumi Torakurō, empresario.
- Kokubun Shōtarō, oficiales de la legación japonesa.
- Inspector Jefe Hagiwara Hidejiro, Oficial Watanabe Takajiro (渡辺 鷹次郎?), Oficial Oda Toshimitsu (小田俊光?), Oficial Naruse Kishiro (成瀬 喜四郎?), Oficial Yokoo Yujiro (横尾 勇次郎?), Oficial Sakai Masutaro (境 益太郎?), Oficial Shiraishi Yoshitaro (白石 由太郎?), Oficial Kinowaki Yoshinori (木脇祐則?), oficiales de la legación japonesa (Policía de Seguridad de la Legación Japonesa).[89]
- Sugimura Fukashi,[90] segundo secretario de la legación japonesa,[91] círculo íntimo del ministro de la legación Miura. En su autobiografía Meiji 17~18 Year, The Record of the torment in Korea (明治廿七八年在韓苦心録?), afirma unilateralmente que el Incidente de Eulmi fue su idea, y no de Miura.
- Teniente Coronel Kusunose Yukihiko, oficial de artillería en el Ejército Imperial Japonés y agregado militar en la legación japonesa en Corea, círculo íntimo del ministro de la legación Miura.
- Kunitomo Shigeaki,[78] uno de los miembros originales de la Seikyōsha (Sociedad para la Educación Política).[92]
- Shiba Shirō[90] (柴四朗), exsamurái, secretario privado del ministro de Agricultura y Comercio de Japón, y escritor que estudió economía política en la Escuela de negocios Wharton y la Universidad Harvard.[81] Tenía una conexión cercana con el ministro de la legación japonesa Miura Gorō porque Shiba contribuyó a que Miura se convirtiera en ministro residente de la legación en Corea.
- Sase Kametsu, médico.[81]
- Terasaki Yasukichi (寺崎泰吉), vendedor de medicinas.[50]
- Nakamura Tateo (中村楯雄).
- Horiguchi Kumaichi; en 2021, se encontró una carta enviada por él a su amigo que describe cómo ocurrió el asesinato y lo fácil que fue.[93]
- Ieiri Kakitsu (家入嘉吉).
- Kikuchi Kenjō (菊池 謙讓).
- Hirayama Iwahiko.[39]
- Ogihara Hidejiro (荻原秀次郎)
- Kobayakawa Hideo (小早川秀雄), editor jefe del Kanjō shinpō.[94]
- Sasaki Masayuki.
- Isujuka Eijoh.[95]

En Corea, el rey Gojong declaró que los siguientes eran los cuatro traidores de Eulmi (을미사적?, 乙未四賊?, EulmisajeokRR) el 11 de febrero de 1896:
- Cho Hŭiyŏn
- Yu Gil-jun
- Kim Hong-jip
- Chŏng Pyŏngha

Nuevas piezas de información aparecieron en 2021 en forma de cartas privadas escritas por un oficial consular japonés a su mejor amigo en Japón. Ocho cartas (aparentemente intercambiadas por los sellos en los sobres) fueron enviadas por Kumaichi Horiguchi a Teisho Takeishi detallando la participación de Horiguchi en el asesinato.